# Молли Хейз
Молли Хейз (англ. Molly Hayes), также известная как Сильная Принцесса (англ. Princess Powerful) — супергерой, появляющийся в комиксах серии Runaways издательства Marvel Comics. Персонаж дебютирует в удостоенной награде серии Runaways. Как каждый член оригинальных Беглецов, она - дочь злодеев со специальными способностями; После того, как другие старшие Беглецы узнают больше о себе, они обнаружили в доме Молли, что её способности мутанта уже проявились. Часто называемая «Мол» для краткости, Молли - самый молодой из Беглецов, и её невиновность часто служит юмором в серии, но она продемонстрировала большое понимание критических моментов.
Молли изначально была единственным мутантом команды; Несмотря на наличие телепатических мутантных родителей, мутантные силы Молли - это сверхчеловеческая сила и неуязвимость. Она привыкла быть самым молодым членом команды, но после того как приглашенный мутант Клара Праст присоединилась, Молли успокаивается тем, что имеет другого мутанта и кого-то своего возраста. Она очень гордится своим мутантным наследием и восхищается Людьми Икс. Создатель Беглецов Брайан К. Воган сыграл значительную роль в дальнейшем развитии персонажа, а также художник/писатель Адриан Альфона. Молли была названа в честь младшей сестры Брайана К. Вогана, создателя Беглецов, Молли Хейз Воган. Её торговая марка - экспансивный модельный ряд головных уборов. В 2009 году Молли была названа четвёртой (из десяти) среди самых суровых женщин во Вселенной Marvel, после Шельмы, Женщины-Халка и Капитанши Марвел.

## История публикации
Молли Хейс была создана автором Брайаном К. Воганом и художником Адрианом Альфоной и дебютировала в Runaways # 1.

## Создание
Молли была одной из немногих «Беглецов», которые фактически сохранили свои имена в первоначальном предложении Брайана К. Вогана; Она названа в честь младшей сестры Вогана Молли Хейз Воган. Однако, в оригинальной подаче для серии, родители Молли были голливудскими актёрами. Это в конечном итоге станет рассказом о родителях Каролины. Кроме того, родные братья Молли с Чейзом первоначально должны были быть с Гертом. Предполагается, что Молли было тринадцать лет в оригинальной подаче вместо одиннадцати.

## Биография

### Прайд
Молли с друзьями Алексом Уайлдером, Каролиной Дин, Гертрудой Йоркс, Чейзом Стэйном и Нико Минору наблюдают, как их родители называют себя Прайд и готовят ритуальную жертву молодой девушки. Молли препровождается в сопровождении Каролины, в то время как старшие дети смотрят, как начинаются жертвоприношения. Они сообщают Каролине и решают сбежать из их домов в ту же ночь. Узнав свои силы и дары, старшие пятеро детей спасли Молли от своего дома. Молли просыпается от психически вызванного сна во время спасения беглецов и видит, что её мать угрожает Нико. Мутировавшие силы Молли проявились в этот момент в виде светящихся розовых волос и глаз. Однако, Молли сначала использует её силу, чтобы сбить Лесли Дина с неба, спасая Герта. Молли быстро засыпает от усталости, и «Беглецы» берут её в свое новое убежище, полуразрушенный особняк, называемый «Хостел».
На протяжении первого тома этой серии Молли скептически относится к тому, что её родители были соучастниками убийства и не уверены, почему группа сбежала в первую очередь. Тем не менее, она взволнована перспективой стать супергероем и с энтузиазмом берет кодовое имя «Сильная Принцесса», в то время как её товарищи по команде называют её «Боксер». Вскоре после того, как начинаются их карьеры «супергероя», «Беглецы» принимают участие в беглеце Тофере, который оказывается вампиром. Он умирает, глотая облученную солнцем Каролины кровь, и когда Молли становится свидетелем смерти Тофера, она понимает, что жизнь супергероя - это не игра, а крики её матери.
Алекс позже расшифровывает текст, который хранит его родители, называется «Аннотация», и информирует «Беглецов» о деятельности их родителей как «Прайд», их связях с Гибборимом (благодетели Библейских Прайдов) и их конечной цели - уничтожить всю человеческую жизнь, за исключением шесть самых преданных членов Прайда. Молли выражает незаинтересованность в мотивах Прайда, но возбуждается, когда Алекс замышляет нарушить ритуальную жертву Прайда Гиббориму. Когда «Беглецы» сталкиваются с Прайдом, Молли свидетельствует из первых рук о том, почему она и её друзья скрывались в течение нескольких месяцев и разрушает жертву, приготовленную для Гибборима. Она убегает с Беглецами, когда Гибборимы атакуют Прайд за потерю жертвы. После кончины Прайда Молли отправляется в X-Corp за патронатной опекой, но выходит на помощь Герте и убегает вместе с остальной командой.

### Беглецы
Во втором томе Молли сражается под командованием Нико и свидетельствует о том, что будущая Герта умирает в объятиях Чейза, когда она предупреждает «Беглецов» о будущем суперзлодее по имени Виктор Манча. Молли участвует в обыске, и во время второй схватки с Эксельсиором Молли различает фальшивый акцент Чамбера; Она позже выясняет, что он переодевается Джеффри Уайлдером.
После того, как Виктор присоединяется к команде, Молли сопровождает его в групповых поездках по магазинам в соответствии с заказами Нико, потому что она считает, что Молли - единственный индивидуальный участник Беглецов, способный доставить Виктора вниз, если он предаст команду. Во время поездки Беглецов в Нью-Йорк, чтобы реабилитировать Плащ, Молли встречает своего кумира и детскую давку Росомаху, но он пугает её, и она швыряет его из церкви, после чего поддерживает серьёзную неприязнь к нему. Во время приключения Каратель преследует группу в ошибочном убеждении, что они преступники. Молли останавливает его одним ударом, только чтобы стать огорченным, когда она понимает, что Каратель не имеет сверхдержав и что она действительно причинила ему боль. После того, как Беглецы решают это дело, они возвращаются в Лос-Анджелес, но Росомаха и Люди Икс следуют за ними, надеясь записаться Молли в Школу Ксавьера для одаренных детей. После короткой ссоры Люди Икс покидают Молли один, осознавая, что было бы несправедливо заставить её записаться.
Во время одной миссии Молли отделяется от команды, и Провосток похищает её. Он принуждает Молли и других детей грабить банки для него. Молли собирает детей, чтобы устроить переворот, и она находит свой путь назад к Беглецам.
Молли похищена в битве со вторым воплощением Прайда, состоящего из друзей Алекса MMORPG и во главе с младшей версией отца Алекса, Джеффри. Нико спасает Молли с помощью Хавина, но Герт умирает, скрывая свой побег. После смерти Герта Молли спрашивает Leapfrog, транспорт группы, если Герт ушёл на небеса, но он не может ответить, так как Небеса не находятся ни на одной из карт в своей базе данных. Вскоре после этого Молли начинает слышать бесплотный голос, который, как она считает, является Гертом, и следует его указаниям, чтобы помочь возродить Виктора. Она помогает Виктору спасти Нико от Гибборима и впоследствии присоединяется к команде в их путешествии по пересеченной местности, чтобы уклониться от Железного человека и голоса Щ.И.Т.а, который услышала Молли, позже показано, что он был Алексом.
Молли упоминается в New X-Men № 42 (ноябрь 2007 года): когда Меркурий исследует самого молодого мутанта в мире, Хеллион спрашивает о Молли, которой он считает пять лет. Степфордские Кукушки сообщают Джулиану, что оно неверно.

### Явное направление
В Runaways # 10 Беглецы отправляются в Сан-Франциско после того, как Молли получает психическое сообщение Эммы Фрост, приглашающее всех мутантов в новый безопасный Хейвен. Беспорядочная болтовня Молли быстро раздражает нескольких Людей Икс, и Росомаха дает ей экскурсию по новую базу Людей Икс. Молли начинает раздражать Росомаху, и оба спорят, пока он не оскорбляет родителей Молли и называет её отродьем, заставляя её бросить его через крышу.
Росомаху побуждают Циклоп и Эмма Фрост вывести Молли на улицу и подчиниться. Два тура в Сан-Франциско, прежде чем они будут похищены злодеем, который был врагом Прайда. Злодей и его солдаты пытались потребовать часть Лос-Анджелеса, хотя Хейз остановила его, убив его людей и втянув в травмирующую семилетнюю кому, где он не мог закрыть глаза, все для их собственного садистского удовольствия. Он выздоровел и ищет месть против них, сказав Молли, что её родители были злыми и садистскими, убив невинных людей и детей. Он называет их намного хуже любого суперзлодея, и в конечном счете планирует убить её как его последний акт мести. Росомахе и Молли удается победить его, хотя Молли понимает, что она никогда не будет думать о своих родителях так же. Однако её утешает Росомаха, который говорит, что, несмотря на их злодейские способы, её родители должны были искренне любить её, чтобы «воспитывать ребенка так же хорошо, как и она».

### Героический возраст
В Uncanny X-Men: The Heroic Age # 1 Зверь ждет Абигейл Бранда на, казалось бы, открытой выставке ископаемых животных - как выясняется, это Ла Бреа Тар Питс. Бранд не появляется, и вместо него идет Молли. Молли говорит ему, что «ребята» дали ей домашнее задание и попросили его рассказать ей об исчезновении, но ясно, что она на самом деле хочет поговорить о децимации мутантов. Она слышала о Пяти Огнях и цепляется за надежду, тогда как Зверь пытается отговорить её от слишком высоких ожиданий, пока она наконец не ударит его и не убежит. Он следует и успокаивает её, говоря, что вымирание мутантов не означает, что они умрут раньше, чем обычно, но просто, что их дети и внуки будут нормальными людьми. Поэтому он говорит ей, что все, что они могут сделать, это сделать все возможное для их жизни, чтобы, после того как все мутанты исчезли, их запомнят как достойных их подарков.
Молли делает эпизодическую роль в «New Avengers» # 7, как один из претендентов Люку Кейджу и Джессике Джонс как возможная няня. Молли начинает с того, что знает, что она несовершеннолетняя, но она отрезана. Когда Дакен, психопатический сын Росомахи, ищет «Беглецов» в Лос-Анджелесе, Молли прижимает его к себе и сердито спрашивает, почему он вторгся в их дом.
Как часть Marvel NOW! Молли Хейз единственный, кто заметил, что Нико и Чейз пропали без вести, и обращается к Хэнку Пиму за помощью. Остальная Вселенная Marvel, по какой-то причине, не думает дважды о массовых исчезновениях.
Молли позже появляется на страницах «Avengers Undercover», где они с Каролиной посещают Нико и Чейза в школе Щ.И.Т. после того, как Хазмат убил Аркаду.

## Силы и способности
Первоначально мотированная Молли сила была сверхчеловеческой, с которой она свергла гигантского монстра больше, чем небоскреб, туннелировавшего сквозь километры скалы и разбитых твердых предметов над её головой. Тем не менее, Молли была в состоянии использовать свои силы в течение ограниченного периода времени, прежде чем она устает и засыпает. Когда она впервые использовала свои силы, Молли заснула после того, как только бросила один удар, но, поскольку серия продолжалась, Молли смогла использовать свои силы в течение все более длительных периодов времени и в большей степени без утомления. Нико однажды использовала Посох Избранного, чтобы дать Молли пить кофеину, сражаясь с гигантским монстром, чтобы она не спала дольше.
Позже Молли обнаружила, что у неё есть неуязвимость, что видно, когда член «Степфордских Кукушек разбивает свою заколдованную лопату над головой Молли, заставляя лопату рассыпаться. Несмотря на то, что мутация Молли полностью отличается от ее родителей-телепатов, ее глаза по-прежнему светятся фиолетово-розовым при использовании ее сил, как и ее родители.
Сила Молли дважды подвела её - она не смогла пробить броню адамантиума доктора Думбот, и она не смогла выбраться из нерушимых маджесданских облигаций Лесли Дина.

## Прием
В 2009 году Молли была названа четвертой (из десяти) самой жесткой женщиной в Вселенной Марвел, после Шельмы, Женщины-Халка и Миссис Марвел. [11] В 2008 году список Marvel.com из десяти лучших подростков-подростков показал Молли как гипотетический номер одиннадцать, сославшись на ее слишком юный возраст в качестве причины, по которой она не могла попасть в обычный список. [12] В 2007 году Runaways составили список из пяти из десяти лучших команд, сославшись на лучший момент Runaway, когда Молли и Виктор сделали свою версию «Fastball Special» X-Men. [13]

## Отношения с другими Беглецами
Хотя Молли любит быть независимой и супергероем, она все ещё является девочкой-подростком, которая хочет повеселиться. Большинство её близких отношений основаны на том, кто готов потратить больше времени, играя с ней. У Молли также есть тенденция во всей серии тяготеть к людям, к которым она может относиться как к крупному брату.

### Чейз Стэйн
В начале серии Молли и Чейз участвуют в отношениях старший брат/младшая сестра: они пререкаются, называя друг друга именами и конями. Чейз всегда встает, чтобы защитить Молли. По мере продвижения серии, Чейз и Молли раздвигаются, в основном из-за его романтической причастности к Герту. В номерах № 18 - № 24 тома 2 Чейз дистанцируется от Молли и остальной части «Беглецов», чтобы справиться со своим горем за смерть Герта. Однако, в гражданской войне: Молодые Мстители / Runaways мини-сериал, Чейз выражает ревность по растущей привязанности Молли к Скорости. Хотя они и не такие близкие, как раньше, отношения Чейза и Молли, похоже, восстановились после того, как Чейз перешёл через горю за Гертом.

### Виктор Манча
Молли встречает Виктора, когда Беглецы похищают его из его средней школы, надеясь упредить пророчество о том, что Виктор однажды убьет всех героев Земли. Молли довольно быстро настраивается на добавление Виктора в команду; Она проводит больше времени с полем боя с Виктором, чем с большинством, играя с ним в настольные игры и собираясь совершать покупки. Во время одной из их поездок выяснилось, что Нико приказал Молли «присмотреть за ребенком» Виктора, потому что она является единственным отдельным членом, достаточно сильным, чтобы забрать Виктора, если он сойдет с ума. Молли рассказывает Виктору, что она не особо его боится и готова дать ему возможность сомневаться в его предполагаемом будущем. Виктор предполагает, что Молли просто использует лесть, чтобы заставить его купить её любимый хлебный злак, но так как она относится к нему как к равному и постоянно проводит время с ним, он приходит к выводу, что Молли не просто «всасывала». Поскольку отношения Молли с Чейзом ухудшились, её отношения с Виктором усилились.

### Ксавин
Хотя Ксавин изначально был враждебным по отношению ко всем Беглецам (за исключением Каролины), она проявила большую озабоченность по поводу благополучия Молли. Она вернулась на Землю вместе с Каролиной после неудачной свадьбы, когда «Беглецы» пытались найти Молли после того, как её похитил второй Прайд; Хавин немедленно вызвался помочь поисковым усилиям найти «детеныша». Ксавин - ещё один частый партнёр Молли по настольным играм; Во время одной из своих игровых сессий Молли выразила свой дискомфорт в том, что Хавин постоянно перебирал формы и говорил, что большая часть команды чувствует то же самое. Несмотря на это, Ксавин по-прежнему боролась с Гибборимом, не задумываясь, чтобы защитить команду, после чего Молли признала, что последовательная бескорыстие Ксавины больше, чем компенсирует изменение формы. Теперь эти двое разделяют близкое товарищество.

### Гертруда Йоркс
Во время сериала Герт был квази-ролевой моделью для Молли. Обычно Гертом был тот, на который Молли задавала большинство своих вопросов, и они обычно спаривались вместе, чтобы охранять Хостел и их машину для бегства. Когда Герта убили от рук Джеффри Уайлдера, Молли провела время, сидя перед фотографией Герта в стене фотостудия нового хостела. Молли поговорит с Гертом, как будто она действительно там. Она также спросила Leapfrog, был ли Герт отправлен на Небеса (хотя он был неспособен ответить, потому что «Небеса» не были на одной из карт Чехарды). По крайней мере, один случай, Молли, кажется, получает определённую информацию от неизвестного голоса только она может услышать, что она предположила, что голос Герта; На самом деле это был голос Алекса Уайлдера, в попытке выкупить себя и избежать Лимбо.

### Клара Праст
Когда они путешествуют в прошлое, Каролина познакомила Молли с девушкой в бедственном положении по имени Клара, чтобы помочь протянуть ей руку, потому что они ближе по возрасту. Молли приглашает её присоединиться к команде, и они вместе убеждают её пойти вместе с ними, чтобы избежать трагической участи в браке с оскорбительным мужем (более серьёзные физически и возможно сексуально оскорбительные аспекты, которые Молли не вполне понимает из-за К её сравнительно защищенной жизни). Когда Клара расстроена по-видимому межрасовыми лесбийскими отношениями Каролины, это вызывает раскол между ней и Молли, так как Молли защищает Каролину и не может относиться к гомофобным и расистским взглядам Клары в результате её воспитания. Клара явно опечалена противостоянием (её эмоции отражаются в её розах) и уходит. Позже она возвращается, избитая мужем, и команда принимает её обратно. Хотя у двух девушек очень разные личности, с Молли молодой, по сравнению с Кларой, которая пережила много трудностей в своей жизни, они остаются близкими.

## Другие версии

### Battle of the Atom
Взрослая версия Молли Хейз появляется в качестве члена будущей команды Людей Икс в 50-летнем кроссовере X-Men, Battle of the Atom. Под руководством Кейт Прайд эти Люди Икс приходят с того времени, чтобы сообщить Икс Людям, что первоначальные пять Людей Икс должны вернуться на свое место вовремя, так как их присутствие в текущем временном графике приведет к катастрофическим последствиям для Мутант. Эта команда в конечном итоге раскрывается после прибытия истинной команды их Людей Икс, чтобы быть, на самом деле, их версией «Братства Мутантов» на временной шкале, и Кейт Прайд показала, что на самом деле это Разе, сын оборотней Росомахи и Мистик. Будучи взрослой, Молли выросла в высокую, мускулистую женщину и, похоже, переросла хроническую усталость, которую она прежде демонстрировала после использования своих сил. Она также питает зуб против своего колосса времени в результате события, которое первоначально раскололо две команды. После поражения Братства Молли спряталась со своей командой.
Молли и члены Братства выжили и проникли в новую школу Циклопа. Братство побеждено прошлым - умственные способности Джин Грей, выясняется, что Молли и члены Братства находятся под контролем сознания Чарльза Ксавьера II и подчиняют его. Молли и прежнее Братство освобождаются и возвращаются в свое будущее.

### Secret Wars
Во время «Secret Wars» под значком «Battleworld» Молли делает камео в A-Force и фигурирует как главный герой альтернативной версии «Беглецов» в Batteworld.

## Вне комиксов

### Телевидение
Аллегра Акоста играет Молли в сериале Hulu, в сериале Беглецы с её фамилией переименовали в Эрнандес. До начала серии её родители умерли в огне, и её усыновили Йорксы. Она обнаруживает, что у неё суперсилы на ранней стадии после сильных судорог, а затем дома обнаруживает динозавра в подвале. Она умоляет Герту увести её и они направляются в дом Алекса.

### Видеоигры
Молли Хейес появляется как игровой персонаж в видеоигре для Facebook Marvel: Avengers Alliance.